# 10553 Stenkumla
10553 Stenkumla eller 1993 FZ4 är en asteroid i huvudbältet som upptäcktes den 17 mars 1993 av UESAC vid La Silla-observatoriet. Den är uppkallad efter Stenkumla på Gotland.
Asteroiden har en diameter på ungefär 9 kilometer och den tillhör asteroidgruppen Themis.